# Selma Schons
Selma Maria Schons (Campo Novo, 22 de junho de 1948) é uma assistente social, professora e política brasileira filiada ao Partido dos Trabalhadores (PT).

## Biografia
Nascida no Rio Grande do Sul, é filha de José Valentin Schons e de Anita Schons. Selma Schons cursou Serviço Social na Universidade Estadual de Ponta Grossa (UEPG), concluindo em 1978. Já em 1987 concluiu Especialização em Metodologia do Ensino Superior, também pela UEPG. Pela Pontifícia Universidade Católica de São Paulo (PUC-SP) realizou mestrado em Serviço Social, de 1990 a 1994. Também pela PUC-SP realizou doutorado em Serviço Social, de 1996 a 2002.
Iniciou sua militância política em 1984, filiando-se ao Partido dos Trabalhadores (PT), chegando a ser vice-presidente do diretório municipal do PT em Ponta Grossa, de 1992 a 1993.
Fez também parte do movimento sindical, sendo presidente da Associação Profissional dos Assistentes Sociais do Paraná, de 1984 a 1985. Foi ainda presidente do Conselho Regional de Assistentes Sociais de Ponta Grossa, de 1986 a 1987; diretora da Associação Brasileira das Escolas de Serviço Social, em 1991; coordenadora do Conselho de Serviço Social e do Núcleo Regional de Ponta Grossa, de 1994 a 1996; e membro do Conselho Municipal da Assistência Social de Ponta Grossa, de 1995 de 1997, e do Conselho Municipal da Mulher de Ponta Grossa, de 1995 a 1999.
Nas eleições de outubro de 1996 foi eleita vereadora em Ponta Grossa, sendo reeleita nas eleições de outubro de 2000. Já nas eleições de outubro de 2002 candidatou-se a deputada federal e obteve a suplência. Em fevereiro de 2003 assumiu o mandato de deputada na vaga de Jorge Samek, que aceitou o convite para ocupar o cargo de diretor-geral da Itaipu Binacional. Juntamente com a deputada federal Clair Martins (PT), tornaram-se as primeiras mulheres na história do Paraná a ocuparem uma cadeira na Câmara dos Deputados.
Já nas eleições de outubro de 2006 candidatou-se à reeleição, não sendo eleita e ficando na suplência. Após terminar seu mandato, em fevereiro de 2007, voltou a atuar como professora titular na UEPG.